# قائد فصيلة

تحرير

قائد فصيلة هي رتبة ادارية في الجيش وهو المسؤول عن قيادة الفصيلة وتدريبها للعمليات وقيادتها في المهام .

## مهام
تتكون فصيلة المشاة من ثلاثة جماعات وقيادة الفصيلة المكونة من قائد الفصيلة ورقيب الفصيلة وجندي الإشارة والجماعة مكونة من عشرة أفراد يحملون أسلحة مختلفة - 8 بنادق آلية 1 جرينوف خفيف 1 قاذف صاروخي م / د R P G7 - والجماعات قد تعمل منفردة عن بعضها أو مجمعة تحت قيادة قائد الفصيلة
واجبات قا / ف (قائد الفصيلة) :
1- مسئول عن الانضباط والتدريب والسيطرة والاستخدام التعبوي والاستعداد القتالي للفصيلة .
2- تدريب الأفراد على استخدام سلاحهم الاستخدام الأمثل بالتعاون مع نار الإسناد .
3- إن يكون ملم بأساليب العدو في القتال كذلك يعرف تشكيلات العدو المختلفة .
4- أحد مهامه التعاون مع المجاورين .
5- تقدير الموقف واتخاذ القرار المناسب واتخاذ المبادرة في حالة غياب الأوامر .
6- العناية الصحية بالاحتياجات الشخصية لجنوده ومعداتهم .
- واجبات رقيب الفصيلة :
1- هو القائد الثاني للفصيلة ويقوم بمهام قائد الفصيلة في حالة غيابه .
2- تنظيم وضبط قيادة الفصيلة من حيث الترقيات والتخفيضات والمهمات والعقوبات .
3- يساعد في التدريب .
4- يقوم عليه دور التجهيز الإداري للفصيلة عن طريق الاتصال برقيب أول السرية أو قائد ثاني السرية في تجميع التموين الغذائي واستكمال خطوط النيران للفصيلة أو ما شابه ذلك من المهام الإدارية .
5- توجيه مجموعة الإسعاف والإخلاء أثناء العمليات .
6- مسئولية تنظيم مهمات الفصيلة أثناء العمليات التكتيكية مثل :
أ - إيجاد مأوى للجماعات  .
ب - قوات الأمن أثناء الانسحاب .
جـ – إسناد الوحدات أثناء الغارات .
د - دوريات الأمن في الهجوم الليلي .
هـ – فرق الأمن في حالة الدفاع .
ويعتبر قائد فصيلة ( شاف سيكسيون) المسؤول الأول عنها وينوبه رقيب الفصيلة
عادة مايكون قائد فصيلة ضابطا عامل أو ضابط احتياط أو ضابط صف احتياط ويؤدي هذه مهمة اثناء الخدمة العسكرية (خدمة العلم )

## ضابط في الإدارة
- ضابط إداري
- ضابط جودة

## مهام ضباط وصف ضباط
- ضابط خفارة. بارمانوس
- قائد فصيلة. شاف سيكسيون
- قائد فصيلة الطوارئ .شاف بيكي
- قائد سرية بالنيابة. شاف كومباني
- قائد متن .شاف دوبور